# Энтль-Вонтыръёган
Энтль-Вонтыръёган (устар. Энтль-Вонтэр-Ёган) — река в России, протекает по территории Нижневартовского района Ханты-Мансийского автономного округа. Устье реки находится в 52 км от устья Вонтыръёгана по левому берегу. Длина реки — 17 км

## Данные водного реестра
По данным государственного водного реестра России относится к Верхнеобскому бассейновому округу, водохозяйственный участок реки — Вах, речной подбассейн реки — бассейн притоков (Верхней) Оби от Васюгана до Ваха. Речной бассейн реки — (Верхняя) Обь до впадения Иртыша.